# 山口彰 (工学者)
山口 彰（やまぐち あきら、1957年3月20日 - ） は、日本の原子力工学者。東京大学名誉教授。原子力発電環境整備機構理事長。元日本原子力学会会長。

## 人物・経歴
島根県松江市出身。1975年島根県立松江北高等学校卒業。1979年東京大学工学部原子力工学科卒業。1984年東京大学大学院工学系研究科原子力工学専攻博士課程修了、動力炉・核燃料開発事業団入団。2005年大阪大学大学院工学研究科環境・エネルギー工学専攻教授。2015年東京大学大学院工学系研究科原子力専攻教授。2021年日本原子力学会会長。2022年総合資源エネルギー調査会原子力小委員会委員長。2022年東京大学名誉教授、原子力安全研究協会理事。2024年原子力発電環境整備機構理事長。